# 沃溝站
沃溝站（：／ Okgu yeok */?）是位于韩国全罗北道群山市沃溝邑的一个车站，属于沃溝線。

## 历史
- 1953年11月1日 - 落成使用。

## 相鄰車站
韓國鐵道公社
沃溝線
群山貨物－沃溝